# 空洞樂團
洞穴（Hole）是一支于1989年在洛杉矶成立的另类摇滚乐队。成员包括寇特妮·洛芙(Courtney Love, 主唱、吉他)、Micko Larkin（主音吉他）和Scott Lipps（鼓）。樂團因Courtney Love而受到大眾矚目。

## 成员
- Courtney Love：主唱、吉他（1989－2012）
- Eric Erlandson：吉他（1989－2002）
- Melissa Auf der Maur：貝斯、伴唱（1994－1999）
- Samantha Maloney：鼓（1992－2002）
- Patty Schemel：鼓（1993－1998）
- Caroline Rue：鼓（1989－1992）
- Jill Emery：貝斯（1989－1992）
- Kristen Pfaff：貝斯、伴唱（1993－1994）
- Leslie Hardy：貝斯（1992）
- Stu Fisher: 鼓 (2009-2011)
- Micko Larkin：主音吉他 (2009–2012)
- Scott Lipps: 鼓 (2011-2012)